# Hurts

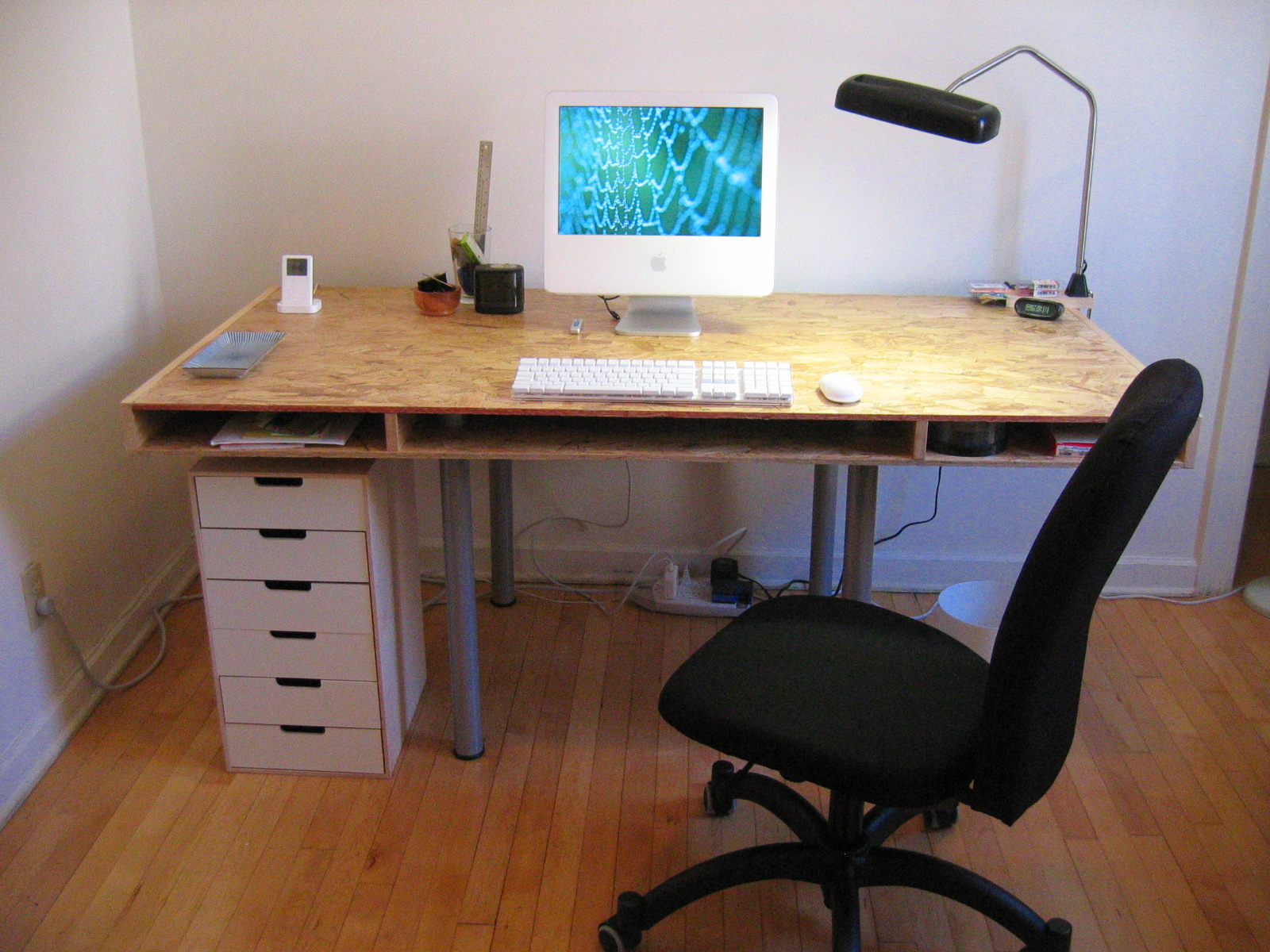
Skrivbord med en hurts till vänster under bordet.

En hurts eller hutsch (av engelska hutch) är en sluten förvaringsenhet vars höjd oftast inte överstiger normal bordshöjd. Den fungerar oftast som underskåp till ett skrivbord.
Den är avsedd att placeras under eller intill en bordsenhet, endera fristående eller fastmonterad. En hurts liknar alltså en byrå, det vill säga en rätblocksformad möbel med utdragbara lådor. Skillnaden mot en byrå är att hurtsen är mindre, vanligen ämnad att förvara kontorsmateriel i, samt endast har en kolumn lådor. Ofta är möbeln hjulförsedd och ses ihop med ett skrivbord. Ordet "hurts" ska inte förväxlas med "syhurts" som syftar till en chiffonjé anpassad för sytillbehör.